# 格莱迪奇山脉
格莱迪奇山脉是塞爾維亞的山脈，位於該國中部，長40公里、寬20公里，最高點海拔高度922米，該山脈有大量礦物，包括石膏、重晶石、黃鐵礦、鐵、銅、煤。